# 좋아해, 너를
《좋아해, 너를》(일본어: 知らない、ふたり)은 2016년 공개된 일본의 로맨스 영화이다. 과거의 상처 때문에 마음의 문을 열지 않는 남자(레온), 남자친구의 폭탄 선언에 충격받은 여자(소나), 첫 눈에 반한 남자(상수), 두 사람을 동시에 좋아하게 된 남자(지우), 오랫동안 짝사랑해온 여자(코가제), 오랜 연인(카나코-아라카와) 등 다양한 인간군상들의 다채로운 사랑 이야기를 그려냈다.

## 개요
뉴이스트 멤버 전원이 출연한 영화로 촬영 기간은 일주일 정도라고 한다. 원제는 '모르는 두 사람'으로, 모르는 두 사람이란 극중 레온(최민기 분)과 소나(칸 하나에 분)를 의미한다. 모르는 두 사람인 레온과 소나를 중심으로 다양한 인물들의 얽히고 섥힌 사랑 이야기를 그려낸다. 영어 제목은 '그들의 거리'(Their Distance)이다.

## 배역

### 주연
- 렌 - 레온 역
  - 구두 수선점 직원. 과거의 상처 때문에 누구에게도 마음의 문을 열지 않는다. 소나를 통해 과거의 상처를 치유하게 된다.
- 칸 하나에 - 한소나 역
  - 지우의 여자친구. 두 사람을 동시에 좋아한다는 지우의 말에 충격 받는다. 그러나 우연히 마주친 레온에게 미묘한 감정을 느끼고, 지우의 마음을 조금은 이해하게 된다.
- 민현 - 남상수 역
  - 지우의 친구이자 소나의 아르바이트 동료. 연애에 서툰 남자. 소나의 부탁을 받고 구두 수선점에 들렀다가 코가제를 보고 첫 눈에 반한다.
- JR - 유지우 역
  - 한국인 유학생. 여자친구 소나를 사랑하면서도 일본어 선생님 카나코에게 이끌린다. 처음 느껴본 감정에 혼란스러워하는 남자.
- 아오야기 후미코 - 코가제 역
  - 구두 수선점 직원. 동료인 레온을 오랫동안 말없이 짝사랑하고 있다.
- 키나미 하루카 - 카나코 역
  - 지우와 상수의 일본어 선생님.
- 세리자와 타테토 - 아라카와 역
  - 카나코의 연인.

### 단역
- 백호 - 이동욱 역
  - 지우의 친구. 지우에게 소나의 근황을 들려준다.
- 아론 - 김태현 역
  - 지우의 친구. 지우에게 소나와 헤어졌냐고 묻는다.

## 줄거리
얽히고 섥힌 일곱 남녀의 엇갈린 사랑!
상수 ➡ 코가제 ➡ 레온 ➡ 소나 ➡ 지우 ➡ 카나코 ➡ 아라카와
구두 수선점에서 일하는 코가제(아오야기 후미코 분)는 같은 가게에서 일하는 레온(최민기 분)을 오랫동안 좋아하고 있었다. 그러나 레온은 과거의 상처 때문에 누구에게도 마음을 열지 않는다.
한편 한국인 유학생 지우(김종현 분)는 여자친구 소나(칸 하나에 분)를 사랑하면서도 일본어 선생님 카나코(키나미 하루카 분)에게 이끌린다. 그러나 카나코에게는 오랜 연인 아라카와(세리자와 타테토 분)가 있다.
남자친구 지우에게서 두 사람을 동시에 좋아한단 말을 듣게 된 소나는 충격을 받고 술에 취한 채 공원 벤치에서 잠이 든다. 깨어난 소나는 레온과 운명적인 첫 만남을 갖는다.
한편 편의점 아르바이트 동료인 소나의 부탁을 받고 부러진 구두 굽을 수선하기 위해 구두 수선점에 들린 상수(황민현 분)는 구두 수선점의 직원 코가제에게 첫 눈에 반하게 된다.
운명처럼 마주친 레온을 잊을 수 없는 소나는 두 사람을 동시에 좋아한다는 지우의 마음을 조금은 이해하게 되는데......

## 명대사

### 레온
- "사랑을 했거든요."

### 소나
- "상수야, 나...보여?"

### 지우
- "선생님이 행복하길 바라요. 선생님의 행복은 어디에 있죠?"
- "저도 여자친구가 있어서 이해해요"

### 상수
- "첫눈에 반했거든 그것도 한눈에 뿅"
- "스키데스 사랑해요"

## 엔딩곡
- 뉴이스트 - Cherry